# Briesen-Kaserne
Die Briesen-Kaserne (heute zumeist: Gartenstadt Weiche) wurde 1956/57 im Flensburger Stadtteil Weiche errichtet und 1958 von den ersten Bundeswehreinheiten bezogen. Parallel dazu waren auch US-Truppen bis in die 1990er Jahre in der Kaserne stationiert. Die Kaserne war von 1964 bis 1997 nach General Kurt von Briesen benannt. Nach der Schließung der Kaserne im Jahr 1997 wurden die Kasernengebäude zu Wohngebäuden umgenutzt und das umliegende Gelände bebaut, womit die „Gartenstadt Weiche“ entstand.

## Geschichte

### Vorgeschichte

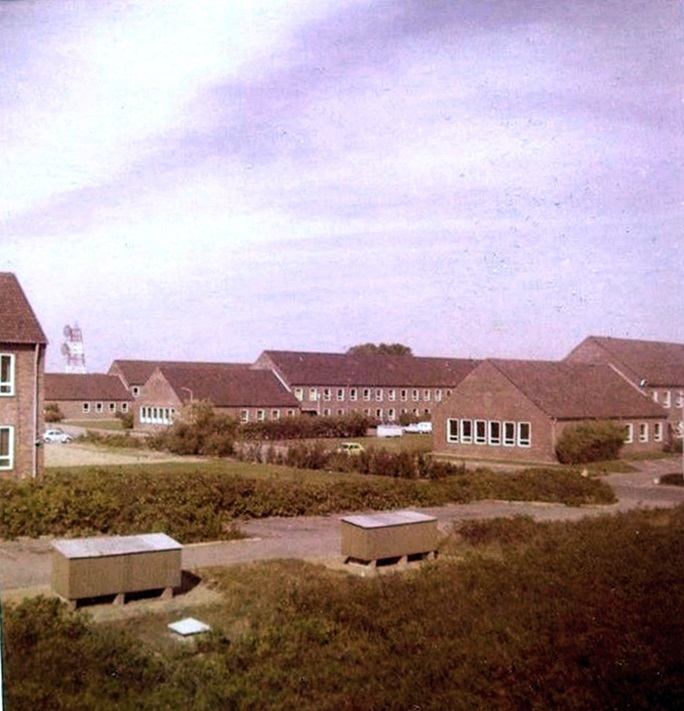
Briesen-Kaserne mit der markanten Antennenanlage im Hintergrund (um 1975)

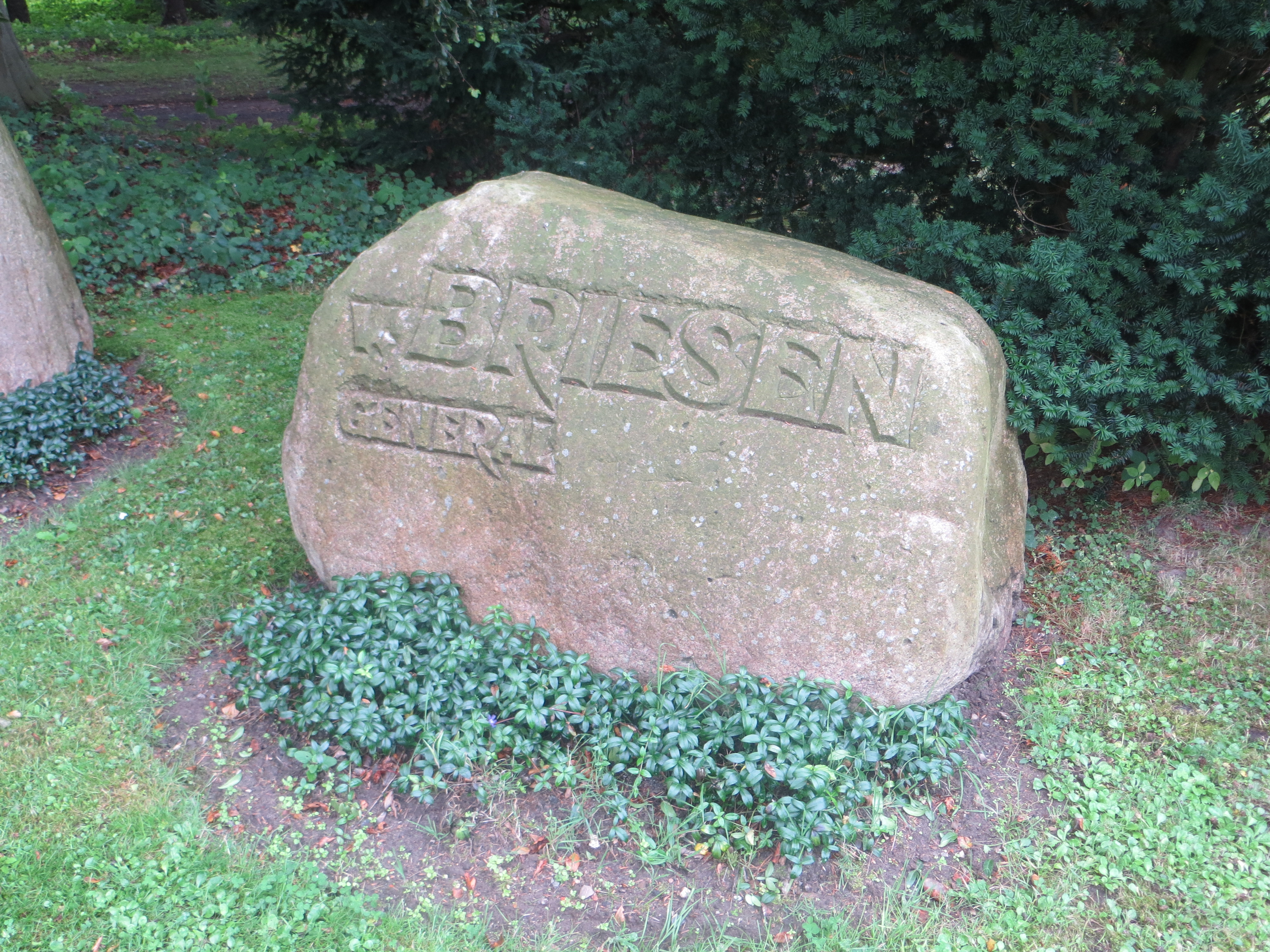
Kasernenstein, der an den Namensgeber erinnert. (heute auf dem Friedenshügel)

Im 19. Jahrhundert wurde auf dem Gelände des späteren Truppenübungsplatzes der Kaserne ein Exerzierplatz der preußischen Armee angelegt. Der kleinere, ältere Exerzierplatz beim Stadtteil Friesischer Berg wurde sodann in „Kleine Exerzierslücke“ umbenannt, ist aber heute nur noch verkürzt als Festplatz Exe bekannt. Flensburg entwickelte sich in der preußischen Zeit schrittweise zu einer Militärstadt. So wurde unter anderem 1877 die Duburg-Kaserne im Norden der Stadt errichtet und im Osten der Stadt entstand seit Anfang des 20. Jahrhunderts der Stützpunkt Flensburg-Mürwik, wo noch heute das Militär beheimatet ist.
Größtenteils wurde der Exerzierplatz in Weiche durch den Jägerslusthof landwirtschaftlich genutzt, den die jüdische Familie Wolff ab 1906 besaß. Als sich die Lage der Juden in Deutschland der 1930er Jahre zuspitzte, wandelte Christian Wolff den Hof zu einem Kibbuz um. Viele spätere Pioniere des heutigen Israels machten dort eine landwirtschaftliche Ausbildung. In der Pogromnacht des 9. Novembers 1938 überfielen SS und Polizeieinheiten unter dem Befehl von Hinrich Möller den Hof. Alexander Wolff gelang die Flucht nach Dänemark, von wo er in die USA emigrierte. Seine Frau, Mutter und Schwester wurden später in Konzentrationslager nach Auschwitz, Treblinka und Riga verschleppt und dort ermordet. Nach 1938 wurde der Hof samt Grundstücken durch den NS-Staat beschlagnahmt und für den Ausbau des Flugplatzes Flensburg-Schäferhaus, der durch die Luftwaffe der Wehrmacht genutzt wurde, zur Verfügung gestellt. Im Hof selbst wurden Bausoldaten einquartiert. Nach dem Zweiten Weltkrieg wurden dort zunächst Flüchtlinge untergebracht.

### Bau und Stationierungsgeschichte 1958–1969
Mit der Aufstellung der Bundeswehr ab 1955 entstand ein erheblicher Bedarf an Truppenunterkünften. Unter Einbeziehung von Teilflächen des ehemaligen Flugplatzes Flensburg-Schäferhaus wurde 1956 daher auch in Flensburg-Weiche mit dem Bau einer neuen Kasernenanlage begonnen. Die noch nicht vollständig fertiggestellte Kaserne wurde am 14. März 1958 von einem Vorkommando der Bundeswehr bezogen. Sie bot zunächst zwei Bataillonen und weiteren kleinen Einheiten Platz. Die Kaserne wurde zunächst nach ihrer Errichtung als Heereskaserne Flensburg-West bezeichnet. Anfang April rückten weitere Einheiten in die Garnison ein.
Dazu gehörte auch die Kampfgruppe A6. Mit Befehl vom 6. November 1957 wurde dieser Verband mit Stab und Stabskompanie zwar ab 2. Januar 1958 in der Grenzland-Kaserne in Flensburg gebildet. Doch bereits zum 1. April 1958 zogen der in Aufstellung befindliche Stab mit Stabskompanie in die neue Truppenunterkunft in Flensburg-Weiche um. Hier erlebte die Kampfgruppe zum 16. März 1959 ihre Umgliederung zur Panzergrenadierbrigade 16. Durch die Einführung der NATO-Strategie der Vorneverteidigung ab 1961 erhielt die Brigade jedoch den Auftrag, neue Standorte nahe der innerdeutschen Grenze östlich von Hamburg zu beziehen. Nachdem bereits erste Einheiten der Brigade ab Oktober 1969 in ihre neuen Standorte umgezogen waren, folgten im April 1970 auch Stab und Stabskompanie der Panzergrenadierbrigade 16 in die Bose-Bergmann-Kaserne nach Wentorf bei Hamburg. Hier wurde sie zum 31. Dezember 1994 aufgelöst.
Am 1. April 1958 begann in der Briesen-Kaserne die Aufstellung des Grenadierbataillons 16 der Kampfgruppe A6. Mit Einnahme der Heeresstruktur 2 wurde es am 16. März 1959 zum Panzergrenadierbataillon (mot.) 161 umgegliedert und zugleich in die Grenzland-Kaserne in Flensburg verlegt. Die Umsetzung der Vorneverteidigung hatte für das Bataillon weitreichende Folgen: es kam zwar am 15. Dezember 1969 zurück in die Briesen-Kaserne, wechselte jedoch zum 1. April 1970 zum Heimatschutzkommando 13 des Territorialkommandos Schleswig-Holstein und wurde schließlich am 3. Juli 1970 zum Jägerbataillon 381. Am 1. April 1981 erlebte es abermals eine Umbenennung zum Jägerbataillon 511 der Heimatschutzbrigade 51. Mit dem Ende des Kalten Krieges wurde es zum 31. März 1997 aufgelöst.
Am 1. Juli 1956 war in der Lübecker Walderseekaserne das Grenadierbataillon 11 aufgestellt worden. Zwischen dem 24. August und dem 1. September 1956 verlegte es in die Boehn-Kaserne nach Hamburg. Ab 1. März 1958 begann die Aufteilung des Bataillons zur Aufstellung der Grenadierbataillone 26 und 46. Am 1. April 1958 zogen Teile des Bataillons gemeinsam mit Personal des Grenadierbataillon 31 nach Flensburg in die Briesen-Kaserne und verschmolzen zum neuen Grenadierbataillon 26. Zum 1. April 1959 erfolgte die Umbenennung in Panzergrenadierbataillon 163 in der Heeresstruktur 2. Das Bataillon übernahm ab Mitte Januar 1970 die durch den Auszug des Fernmeldebataillons 771 freigewordenen Unterkünfte in der Hanseaten-Kaserne in Lübeck-Blankensee. Zum 1. Oktober 1971 wurde es mit Einnahme der Heeresstruktur 3 in das Jägerbataillon 172 umgegliedert. Doch bereits am 1. April 1981 erfolgte zur Umsetzung der Heeresstruktur 4 die Rückführung in ein Panzergrenadierbataillon, jedoch unter Beibehaltung der Nummer 172. Mit dem Ende des Kalten Krieges und der Deutschen Wiedervereinigung kam in mehreren Schritten das Aus für das Bataillon. Zunächst wurde es zum 1. Oktober 1992 in eine Geräteeinheit umgewandelt, nach Bad Segeberg in die Lettow-Vorbeck-Kaserne verlegt und dem dortigen Panzergrenadierbataillon 182 unterstellt. Schließlich wurde das Bataillon zum 31. Dezember 2008 außer Dienst gestellt.
Die am 9. September 1958 in Lingen (Ems) aus Teilen des Panzeraufklärungsbataillon 3 aufgestellte Panzeraufklärungskompanie 168 verlegte kurz darauf in die Briesen-Kaserne und wurde der Kampfgruppe A6 unterstellt. Mit Einnahme der Heeresstruktur 2 erhielt sie am 16. März 1959 die neue Bezeichnung Panzeraufklärungskompanie 160 und gehörte zur Panzergrenadierbrigade 16. Doch bereits am 15. November 1961 wurde die Kompanie aufgelöst und aus ihr der Brigadespähzug 160 gebildet, der fortan der Stabskompanie der Brigade unterstellt war. Im April 1970 verlegte er gemeinsam mit der Brigade an seinen neuen Standort in der Bose-Bergmann-Kaserne in Wentorf bei Hamburg.
Aus der zuletzt in der Scholtz-Kaserne in Neumünster beheimateten 3./Panzerjägerbataillon 3 wurde am 16. März 1959 in der Kaserne in Flensburg-Weiche die Panzerjägerkompanie 160 gebildet, aus der zum 1. Juli 1970 die Panzerjägerkompanie 380 hervorging. Zum 31. März 1981 wurde diese Einheit aufgelöst und ging in dem am 1. April 1981 in der Briesen-Kaserne gebildeten Panzerbataillon 513 auf.
Ab 1. April 1959 erfolgte die Aufstellung der Panzerpionierkompanie 160 der Panzergrenadierbrigade 16 durch Abgabe der 4./Pionierbataillon 6 aus der Fünf-Seen-Kaserne in Plön. Im Oktober und November 1969 verlegte die Kompanie zur Umsetzung der Vorneverteidigung in die Sachsenwald-Kaserne bei Schwarzenbek. Im Juni 1992 erfolgte noch der Umzug in die Bismarck-Kaserne nach Wentorf bei Hamburg. Doch zum 30. Juni 1994 wurde die Kompanie außer Dienst gestellt.
Das der Panzergrenadierbrigade 16 dienende Versorgungsbataillon 166 wurde ab 1. April 1959 in der Kaserne gebildet. Seine 3. Kompanie verlegte im Oktober und November 1969 als eine der ersten Einheiten in die Sachsenwald-Kaserne nach Schwarzenbek. Das Versorgungsbataillon 166 löste sich zum 30. September 1972 im Zuge der Einnahme der Heeresstruktur 3 auf. Teile des Bataillons gingen in der Nachschubkompanie 160 und der Instandsetzungskompanie 160 auf.
Ab 1. Mai 1960 bestand in der Briesen-Kaserne das Feldjägerwachkommando Flensburg 2 (ab 1963: Feldjägerdienstkommando Flensburg 2).
Am 16. November 1961 schlug die Geburtsstunde des Panzerbataillon 164 in der Briesen-Kaserne. Die Einheit musste jedoch auch im Rahmen der Vorneverteidigung im Oktober und November 1969 nach Schwarzenbek in die Sachsenwald-Kaserne verlegen. Am 30. September 1994 wurde das Bataillon im Zuge der Reduzierung der Bundeswehr nach der Deutschen Wiedervereinigung aufgelöst.
Das Feldersatzbataillon 167 entstand am 1. Juli 1962 als Geräteeinheit in der Flensburger Kaserne und zog 1969 nach Hamburg-Sülldorf in den dortigen Mobilmachungsstützpunkt um. Zum 1. Januar 1981 wurde es in Feldersatzbataillon 63 umbenannt. Mit feierlichem Appell am 18. September 1993 wurde es aufgelöst.

Briesen-Gedenkteller aus der Kaserne

Am 30. Oktober 1964 wurde die Kasernenanlage nach General der Infanterie Kurt von Briesen (1883–1941) benannt.

### Stationierungen 1970–1997

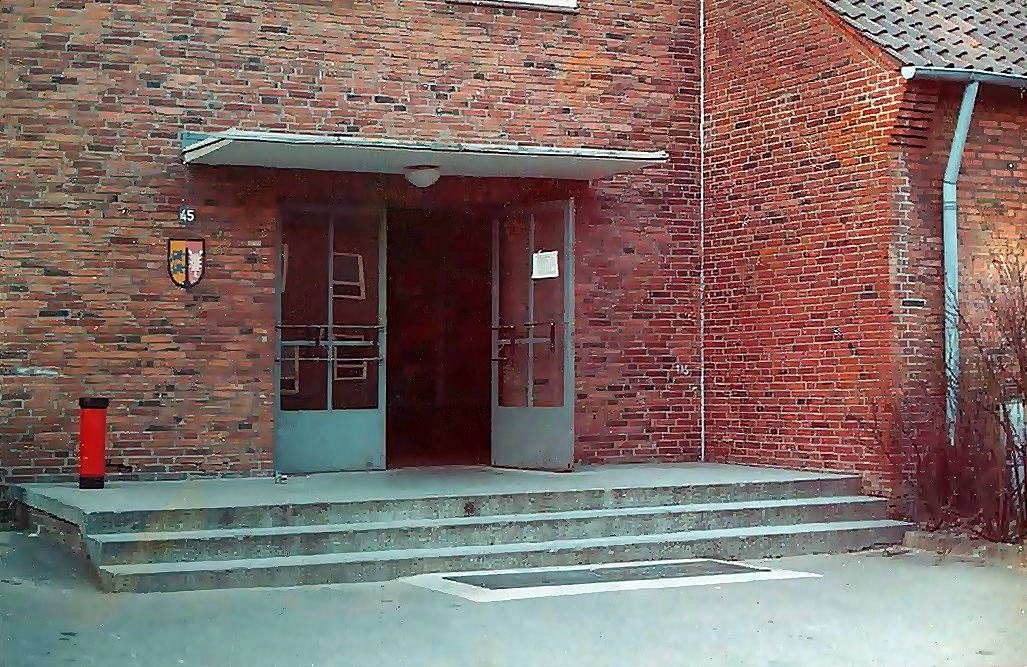
Eingang des Kasernenblocks des RakArtBtl. 650 (1976)

Mit dem Auszug der Panzergrenadierbrigade 16 und der ihr unterstellten Einheiten aus Flensburg belegten die Briesen-Kaserne ab 1970 schrittweise andere Einheiten der 6. Panzergrenadierdivision und Truppenteile des Territorialkommandos Schleswig-Holstein. So wurde 1970 als Geräteeinheit die Panzerjägerkompanie 390 des Jägerregiments 39 in der Garnison aufgestellt. Sie wurde zum 31. März 1981 aufgelöst und ging im neuen Panzerbataillon 514 (teilaktiv) auf.
Das am 1. Juli 1959 auf dem Fliegerhorst Goslar aufgestellte Luftwaffenflugabwehrbataillon 48 wurde im Juli 1961 zunächst nach Büchel (Eifel) in die Brauheck-Kaserne verlegt, bevor es im Mai 1962 nach Ulmen in die neue Eifel-Maar-Kaserne kam. Am 1. Juli 1965 wurde der Verband in Flugabwehrraketenbataillon 39 umbenannt. Am 16. und 17. April 1970 zog das Bataillon dann in Standorte nach Schleswig-Holstein um. Während zwei Batterien in der neuen Kaserne in Süderbrarup Platz fanden, war der für die anderen Teile des Bataillons vorgesehene Standort Eckernförde noch nicht bezugsfertig. Daher mussten der Stab, die Versorgungs- und Stabsbatterie, die Sanitätsstaffel sowie die 2./ und 3./Flugabwehrraketenbataillon 39 zunächst in der Briesen-Kaserne in Flensburg untergebracht werden. Am 1. Februar 1973 konnten aber auch diese Einheiten schließlich ihren Endstandort beziehen.
1970 begann zudem im westlich von Flensburg gelegenen Meyn auf einer vom Bundesvermögensamt erworbenen Fläche von 14,4 Hektar der Bau eines Sondermunitionslagers für atomare Sprengköpfe. Die Atomwaffen selbst unterstanden zwar den US-Streitkräften. Sie wären aber im Ernstfall auf Anordnung der USA an die Bundeswehr herausgegeben worden. In der Briesen-Kaserne wurden daher Einheiten stationiert, die mit Sicherung der Lagerung dieser Atomwaffen, dem Transport und der Versorgung, der Instandsetzung und dem Einsatz befasst waren. Die Transportkompanie Sonderwaffen 611 wurde zu diesem Zweck am 1. Oktober 1971 aus Teilen der 1. und der 2./schweres Transportlehrbataillon 955 in der Wagrien-Kaserne in Putlos gebildet. Am 1. September 1972 verlegte die Kompanie in die Briesen-Kaserne und wurde dem Raketenartilleriebataillon 650 unterstellt. Zum 1. Oktober 1975 wurde sie in Nachschubkompanie Sonderwaffen 611 umbenannt. Der atomare Auftrag der Kompanie endete am 15. November 1991. Die Kompanie wechselte am 1. Juli 1992 noch zum Nachschubbataillon 610 und wurde zum 31. März 1993 aufgelöst.
Das am 15. Februar 1964 in der Dithmarsen-Kaserne in Albersdorf aufgestellte Versorgungsbataillon Flugkörper Schleswig-Holstein 660 (später als Technisches Bataillon Sonderwaffen 660 bezeichnet) wurde am 11. April 1967 in die Wulf-Isebrand-Kaserne in Heide verlegt. Schließlich zog der Verband am 1. Februar 1972 nach Flensburg in die Briesen-Kaserne. Dort wurde das Bataillon am 1. Oktober 1975 zum Instandsetzungsbataillon 610 umgegliedert und zum 31. März 1997 aufgelöst.
Das am 16. Mai 1963 im Lager Donnerberg in Eschweiler aufgestellte Raketenartilleriebataillon 650 wurde am 15. November 1964 zunächst nach Breitenburg-Nordoe in die Freiherr-von-Fritsch-Kaserne verlegt. Es war mit nuklearfähigen Raketen ausgestattet. Daher wurde im November 1965 das 75th U.S. Army Field Artillery Detachment der US-Streitkräfte im November 1965 nach Deutschland verlegt und in Breitenburg-Nordoe stationiert, um dem Raketenartilleriebataillon die Atomsprengköpfe zu übergeben. Am 1. April 1973 zog das Raketenartilleriebataillon in die Briesen-Kaserne nach Flensburg-Weiche um. Ihm folgte im November 1974 die U.S.-Einheit. Nach dem Ende des Kalten Krieges wurde zunächst das 75th U.S. Army Field Artillery Detachment am 15. Juni 1992 aufgelöst. Auch das Raketenartilleriebataillon 650 beendete am 30. September 1993 seinen Dienst.
1974 wurde die Panzerjägerkompanie 392 des Jägerregiments 39 in der Briesen-Kaserne aufgestellt, jedoch zum 31. März 1981 bereits wieder außer Dienst gestellt. Die Kompanie ging im neuen Panzerbataillon 514 (teilaktiv) auf.
Das Panzerbataillon 513 der Heimatschutzbrigade 51 wurde am 1. April 1981 in der Briesen-Kaserne gebildet. Mit dem Ende des Kalten Krieges erfolgte zum 30. September 1992 die Auflösung des Bataillons.
Am 1. April 1981 wurde die aktive 2./Panzerbataillon 514 der Heimatschutzbrigade 51 in der Briesen-Kaserne in Flensburg aufgestellt. Das ansonsten nichtaktive Panzerbataillon 514 war in der Wagrien-Kaserne in Putlos beheimatet. Die 2. Kompanie war im Frieden dem Panzerbataillon 513 zugeordnet. Sie wurde nach dem Ende des Kalten Krieges zusammen mit dem Panzerbataillon 514 zum 30. September 1992 aufgelöst.
In den 1980er Jahren waren in der Kaserne die Instandsetzungsunterstützungsgruppen Schleswig-Holstein 1 und 2 sowie die Instandsetzungslenkgruppe 602 stationiert. Als Geräteeinheiten waren das Wehr- und das Oberwehrgericht beim Territorialkommando Schleswig-Holstein/DBvBer AFNORTH in der Kaserne eingelagert.
Am 1. Januar 1986 wurde die Fahrschulgruppe Flensburg 2 in der Kaserne geschaffen. Auch die Fahrschulgruppe Flensburg 3 entstand hier in der zweiten Hälfte der 1980er Jahre. Beide Einrichtungen gingen zum 1. April 1994 im Kraftfahrausbildungszentrum Flensburg auf, das in der Briesen-Kaserne noch bis zum 31. Dezember 1996 bestand.
Am 28. Mai 1992 beendete der NUC-Appell in Flensburg die „atomare Phase“ des Artillerieregiments 6.
Die Fernmeldeausbildungskompanie 601 wurde am 1. November 1962 in der Wagrien-Kaserne in Putlos aufgestellt, zunächst 1963 in die Eider-Kaserne nach Rendsburg, 1970 dann in die Grenzland-Kaserne nach Flensburg und schließlich zum 1. April 1992 in die Briesen-Kaserne verlegt. Sie verblieb hier bis zu ihrer Auflösung am 31. März 1995.
Aus der Heimatschutzbrigade 51, die in Eutin beheimatet gewesen war, wurde zum 1. April 1993 in der Briesen-Kaserne das Jägerregiment 71 gebildet, das allerdings bereits zum 31. Dezember 1996 wieder außer Dienst gestellt wurde.

### Weitere Stationierungen
Zur medizinischen Versorgung war in der Kaserne der Truppenarzt Flensburg vom 1. April 1984 bis zum 31. März 1997 stationiert. Des Weiteren bestand ab 1. Oktober 1966 die Zahnstation H 910, die zum 1. Oktober 1972 zur Zahnstation (Terr) H 101 umgegliedert und zum 1. April 1981 in Zahnarztgruppe 101/1 umbenannt wurde. Zum 30. September 1996 wurde die Zahnarztgruppe schließlich aufgelöst. Zudem war die Zahnstation H 016 Panzergrenadierbrigade 16 ab 1. Oktober 1968 eingerichtet, die 1970 in den neuen Standort in die Bismarck-Kaserne in Wentorf bei Hamburg umzog. Der Sanitätsbereich 11/1 war vom 1. Juli 1972 bis zum 31. März 1997 mit Material ausgestattet. Der Fernmelderevisionsdiensttrupp 120/201 und der Fernmelderevisionsinstandhaltungstrupp 120/202 waren vom 1. April 1968 bis zum 30. November 1994 in der Kaserne stationiert. Die Fernmeldedienstgruppe 120/20 wurde am 1. April 1981 in der Kaserne gebildet und zum 30. September 1994 wieder aufgelöst. Das Feste Fernmeldezentrum der Bundeswehr 120/201 bestand vom 1. Oktober 1988 bis zum 31. Dezember 1994. In der Kaserne war der Kasernenfeldwebel Flensburg stationiert. Der Evangelische Standortpfarrer Flensburg I war vom 1. Mai 1955 bis zum 31. Oktober 1997 im Dienst.

## Aufgabe der Kaserne und Konversion zur Gartenstadt Weiche

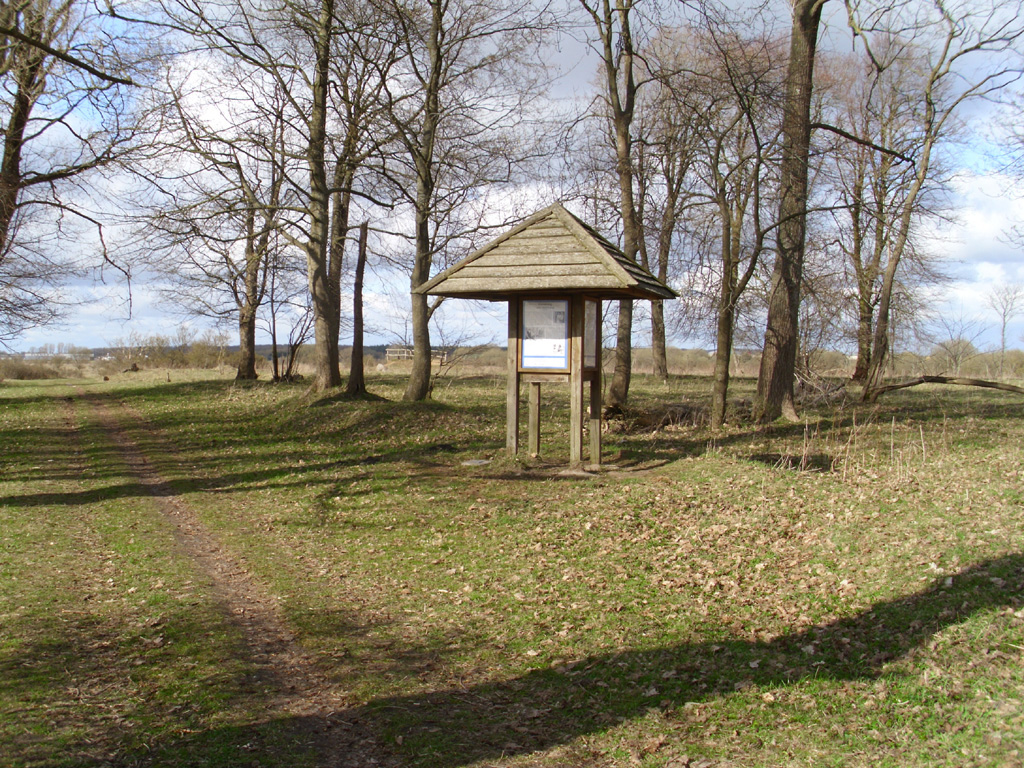
Erinnerungstafel im heutigen Stiftungsland Schäferhaus an das Gut Jägerslust (2009)

Die 61,7 Hektar große Kaserne wurde durch die Bundeswehr zum 31. Dezember 1997 aufgegeben. Zunächst bemühte sich die Treuhand Liegenschaften-Gesellschaft vergeblich um die Vermarktung des Kasernengeländes. Im November 1997 gab sie den Auftrag an die Oberfinanzdirektion Kiel zurück. Zwischenzeitlich hatte die Stadt Flensburg den Bedarf an gewerblichen Flächen untersuchen lassen. Im Ergebnis wurde jedoch festgestellt, dass ausreichend Möglichkeiten für Gewerbeansiedlungen bereits bestünden, die Verkehrsanbindung des Kasernenareals für derartige Nutzungen ungünstig und die vorhandene Bebauung für die Entfaltung der Betriebe nur bedingt geeignet sei. Demgegenüber litt die Stadt Flensburg aufgrund der Knappheit von Flächen für Wohnbebauung und von bezahlbarem Wohnraum am Wegzug von Einwohnern in das Umland. Die Konversions-Idee, die Briesen-Kaserne in eine Gartenstadt umwandeln zu lassen, stammte von Hermann Stell, der später Oberbürgermeister der Stadt wurde. Das Gartenstadt-Konzept hatte ab 1919 schon im Flensburger Stadtbezirk Friedheim seinen Niederschlag gefunden. 1998 fand nach einer Initiative der Stadt Flensburg der Grundstückserwerb durch ein Unternehmerkonsortium statt. Am 3. September 1998 beschloss die Ratsversammlung der Stadt Flensburg die Änderung des bereits in Aufstellung befindlichen Flächennutzungsplans hinsichtlich Gebiet Briesen-Kaserne und Standortübungsplatz. Die Fortschreibung wurde am 23. Mai 1999 wirksam. Ebenfalls am 3. September 1998 erfolgte der Aufstellungsbeschluss für den Bebauungsplan Nr. 226 „Gartenstadt Weiche“ der Stadt Flensburg, der am 8. Juli 1999 von der Ratsversammlung beschlossen und am 17. Oktober 1999 in Kraft getreten ist. Während bei den Unterkunftsgebäuden ein Erhalt im Vordergrund stand, wurden 43 Hallen und Kammergebäude abgerissen. Es entstanden mehr als 1.000 Gebäudeeinheiten für Wohnen, Dienstleistungen, Bildung und Handel. Etwa 3.000 Menschen leben mittlerweile in der fertigen Gartenstadt Weiche. Zwei Änderungen des Bebauungsplans Nr. 226 sind seit dem 11. Mai 2003 bzw. 21. Januar 2006 in Kraft. Im Zusammenhang mit der Errichtung der Gartenstadt kam es wegen eines von der Stadt erlassenen Gebührenbescheides über Straßenreinigungsgebühren zu staatsanwaltschaftlichen Ermittlungen, zum Erlass von Strafbefehlen gegen zwei Gartenstadt-Gesellschafter sowie zu einem Strafprozess gegen zwei städtische Mitarbeiter. Das kuriose Ergebnis der Investitionsmaßnahme in der Gartenstadt war die Verlegung von Datenleitungen durch ein Flensburger Unternehmen. Dies führte später zu einer Monopolstellung eines Anbieters von Internet-Versorgungsdienstleistungen.
Der Truppenübungsplatz wurde zum Stiftungsland Schäferhaus, das der Bunde Wischen betreut. Dort werden u. a. Galloway-Rinder gezüchtet. Der nördliche Teil gehört zur Gemeinde Harrislee. Dort sind Informationstafeln aufgestellt, die sich mit der Eiszeit oder dem Ochsenweg genauer beschäftigen. An Stelle des von der Familie Wolff bewohnten Guts Jägerslust, wurden vor der Erinnerungstafel drei Stolpersteine verlegt, die an die drei von den Nationalsozialisten ermordeten Familienmitglieder erinnern. Der Pfad aus der Gartenstadt (die frühere Zugangsweg über den Übungsplatz) zum Gutsgelände heißt heute Käte-Wolff-Weg.

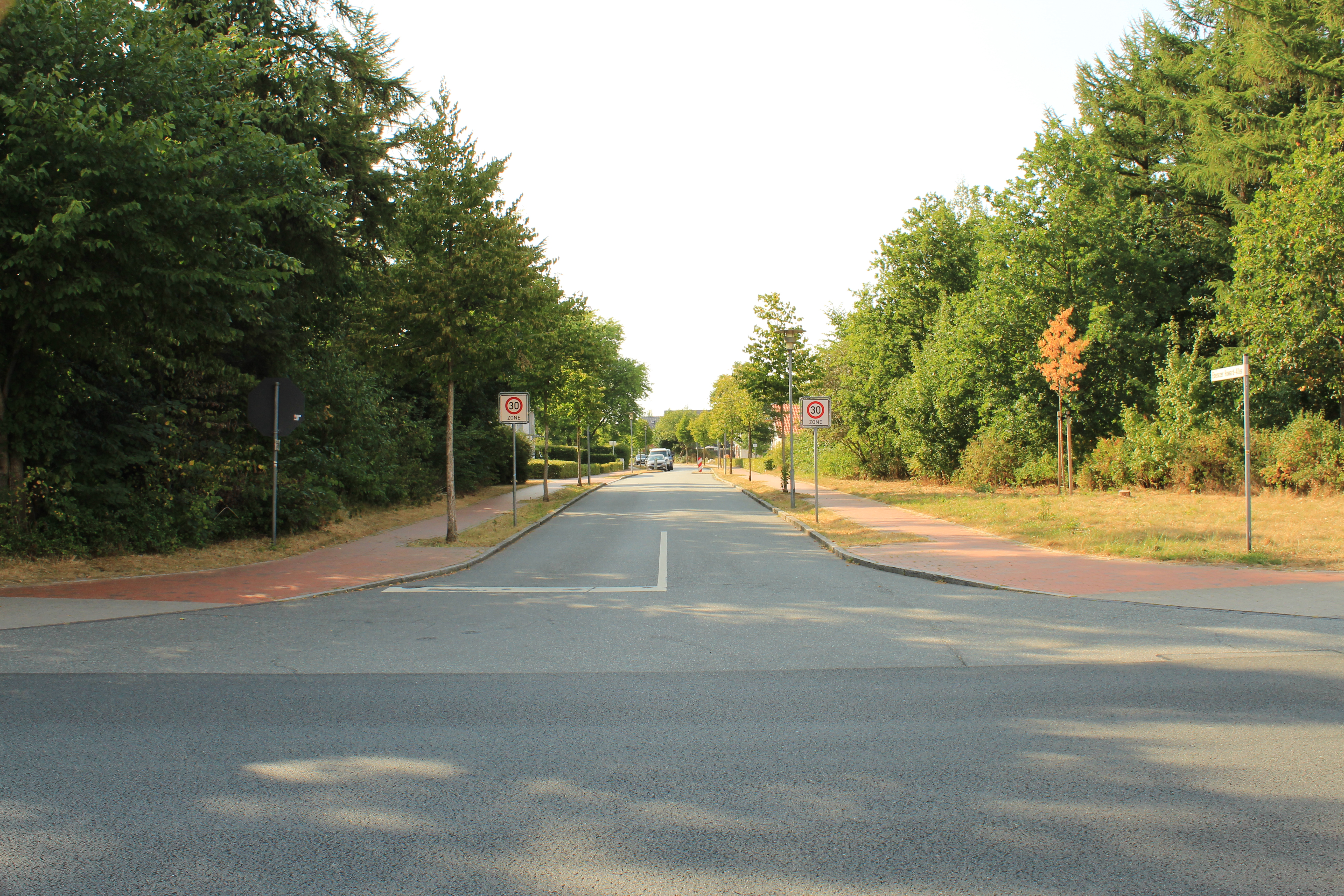
Ehemalige Hauptausfahrt an der Wache (2018)
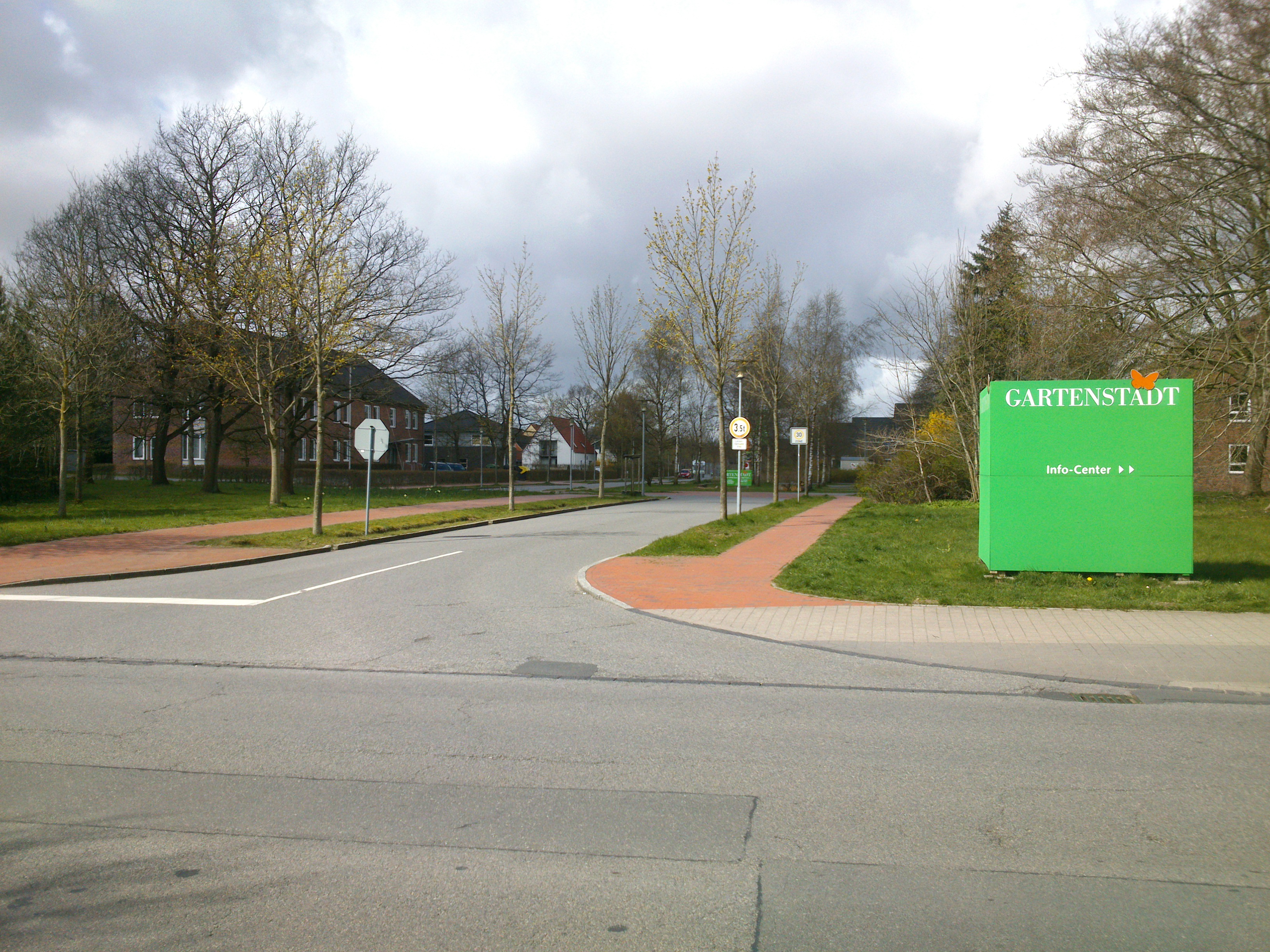
Ehemalige Ausfahrt West
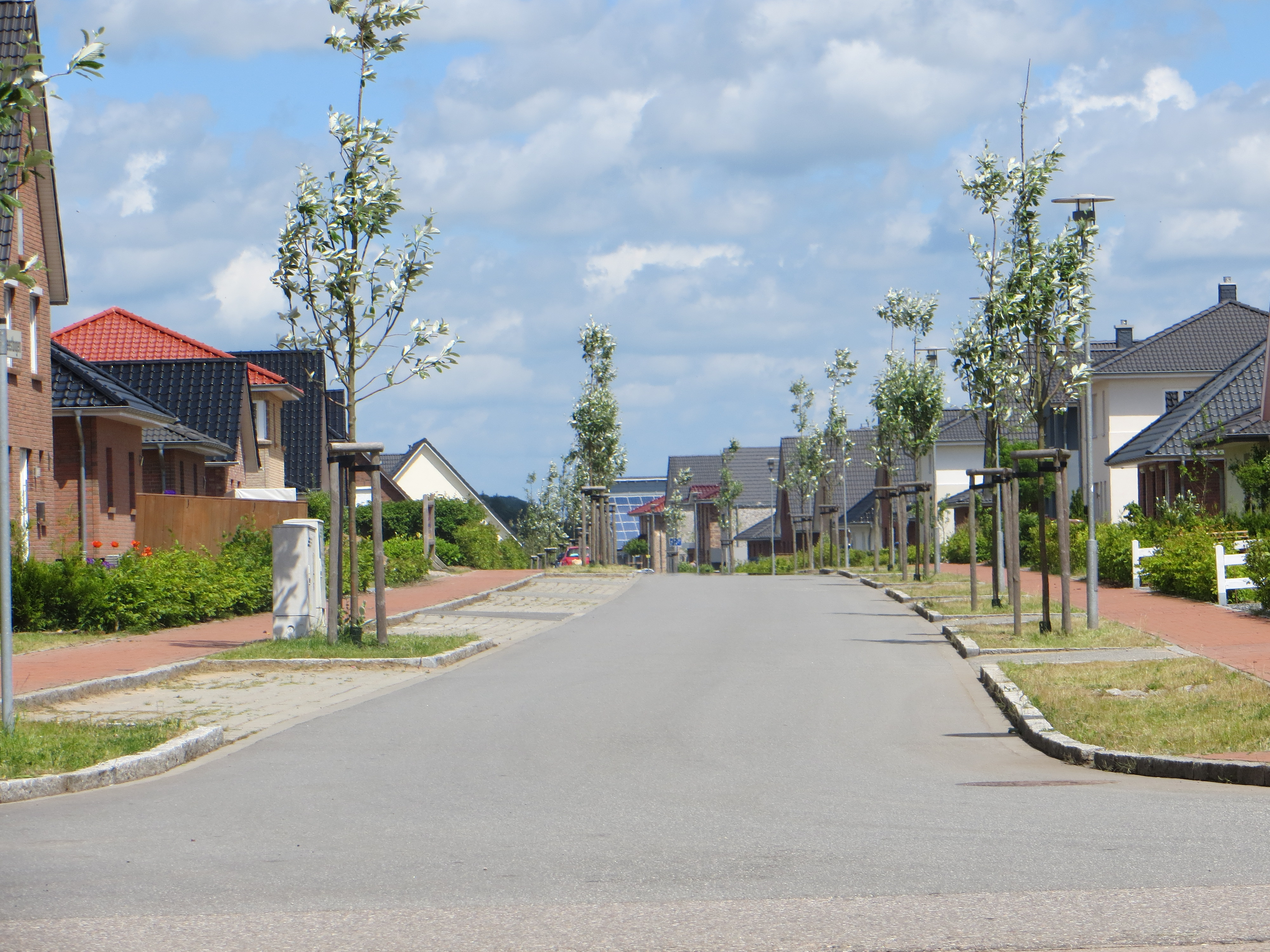
Geestbogen
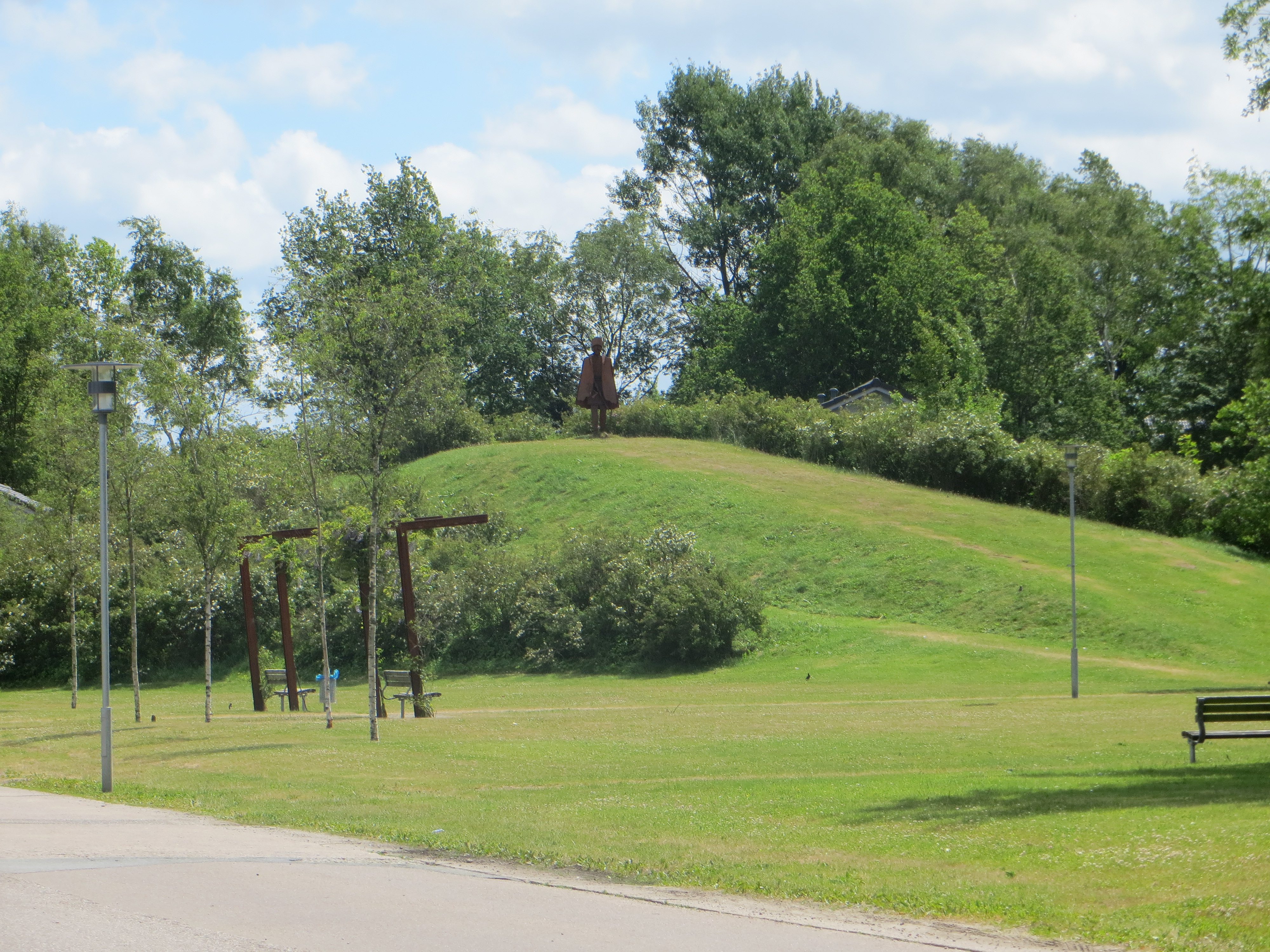
Kong-Arrilds-Park
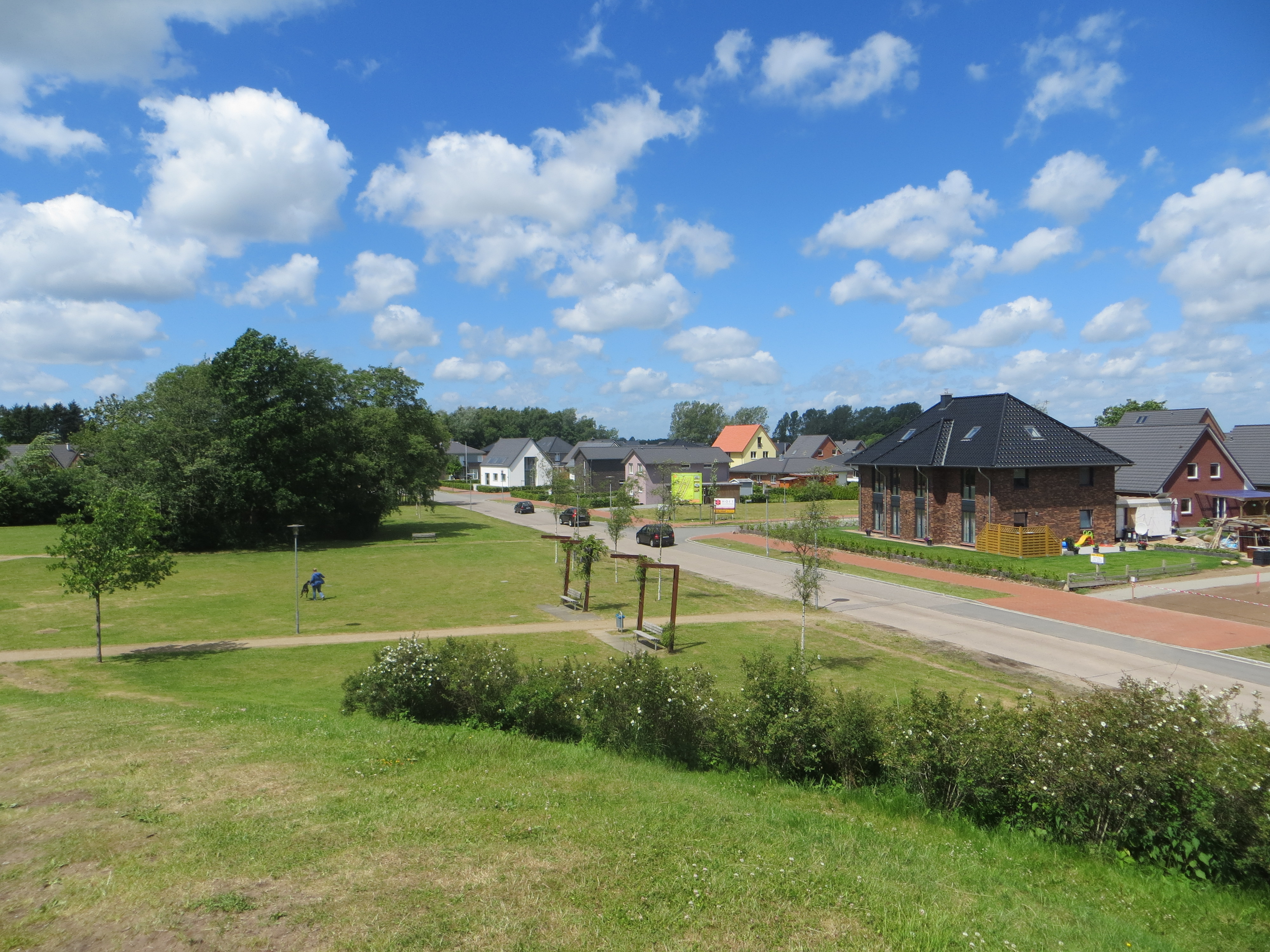
Blick vom Hügel des Kong-Arrilds-Park, rechts der überbaute ehemalige US-Bereich.
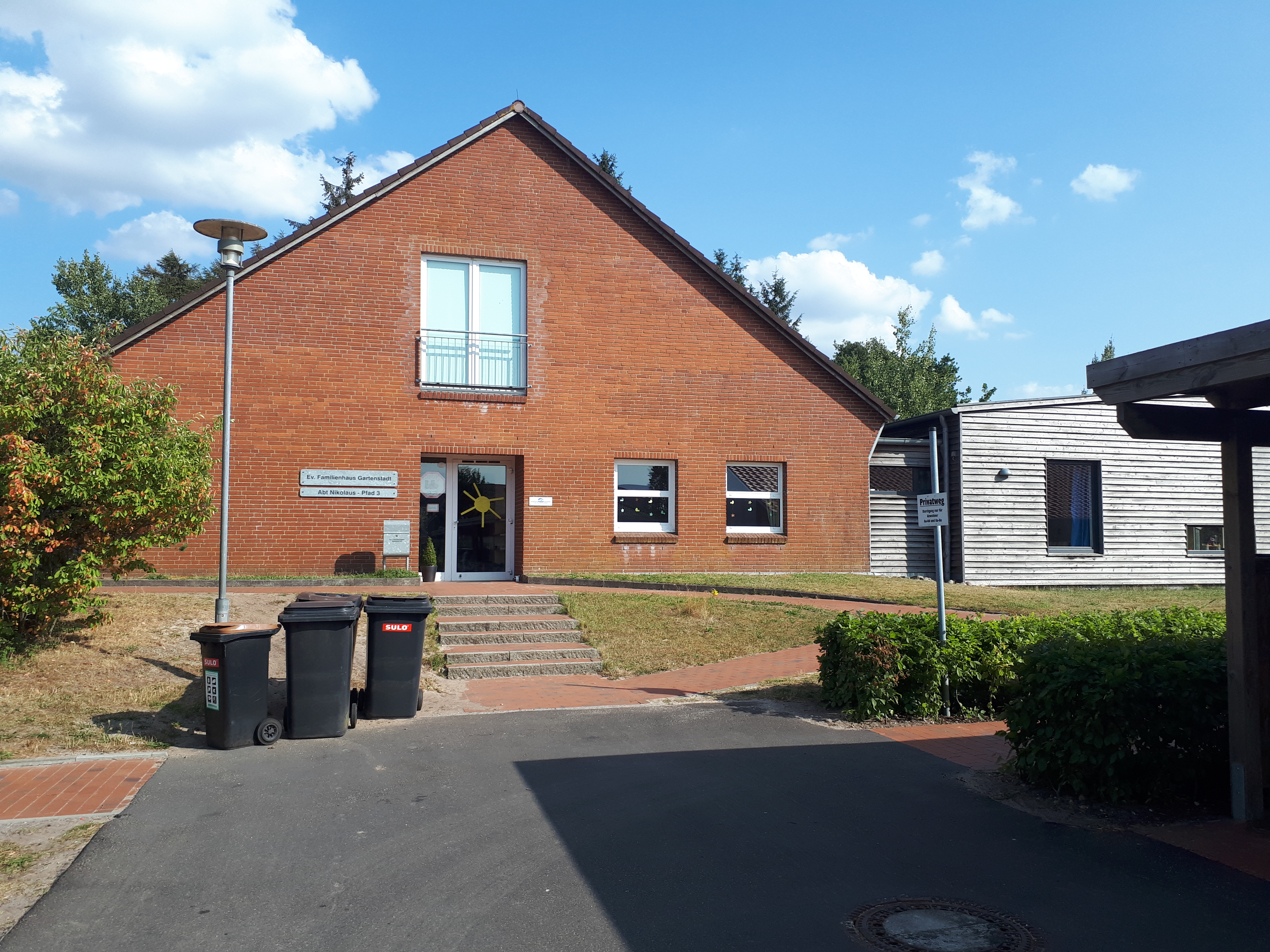
Ehemalige Kantine, heute Kita
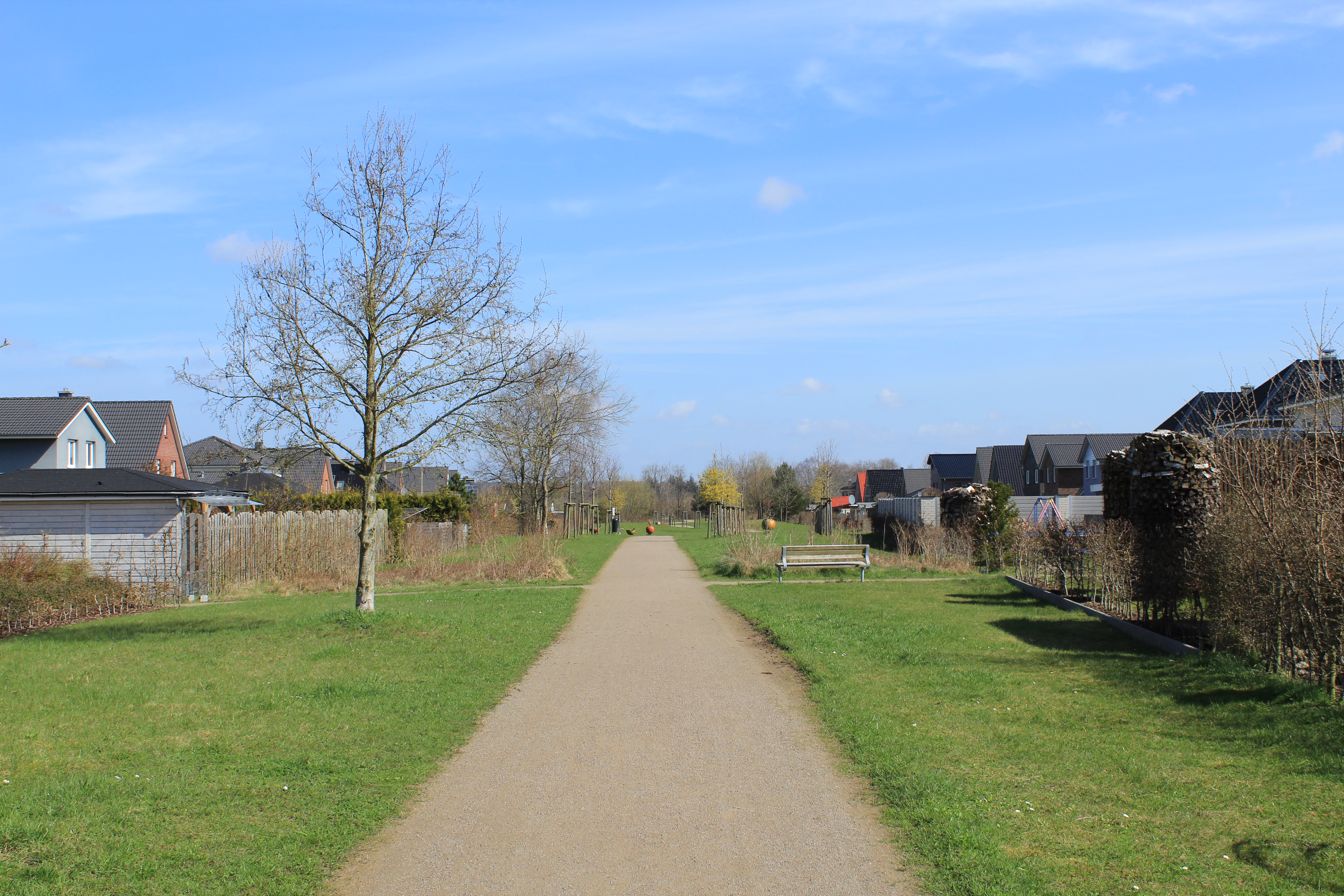
Neuangelegter Parkweg auf dem ehemaligen US-Bereich.
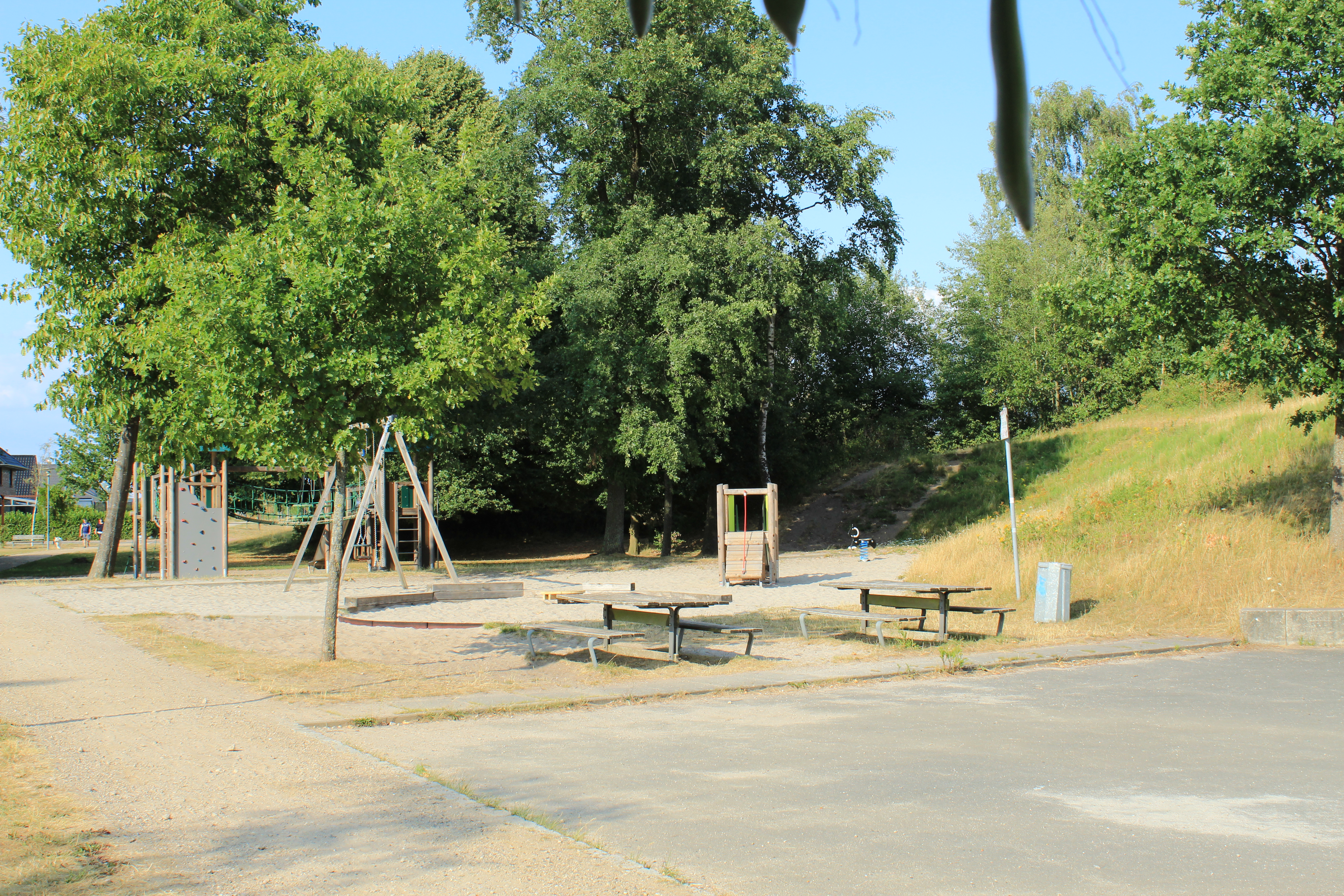
Spielplatz mitten in der Gartenstadt
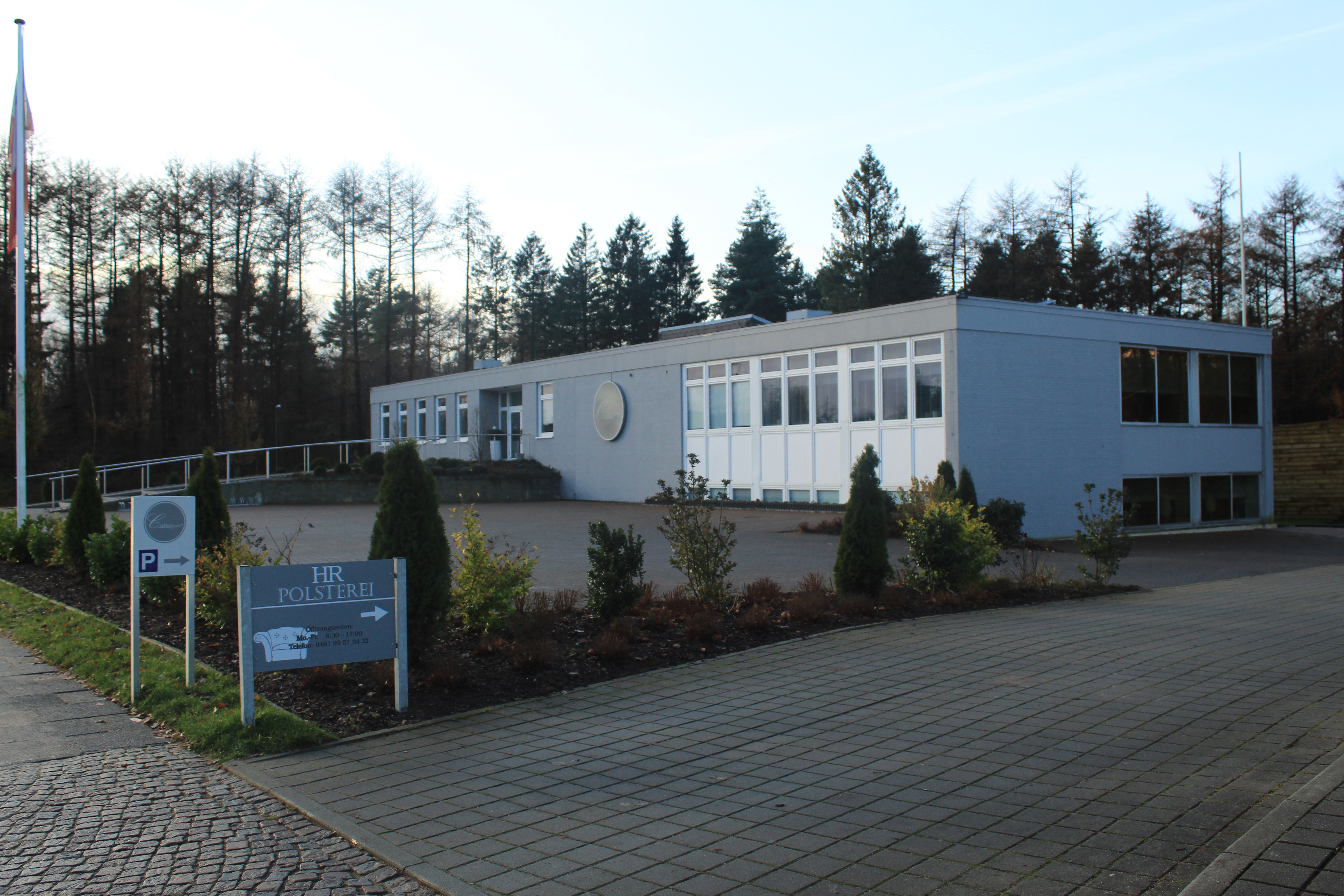
Ehemaliges Soldatenheim (heute Veranstaltungsort C.ulturgut) nahe der Gartenstadt.
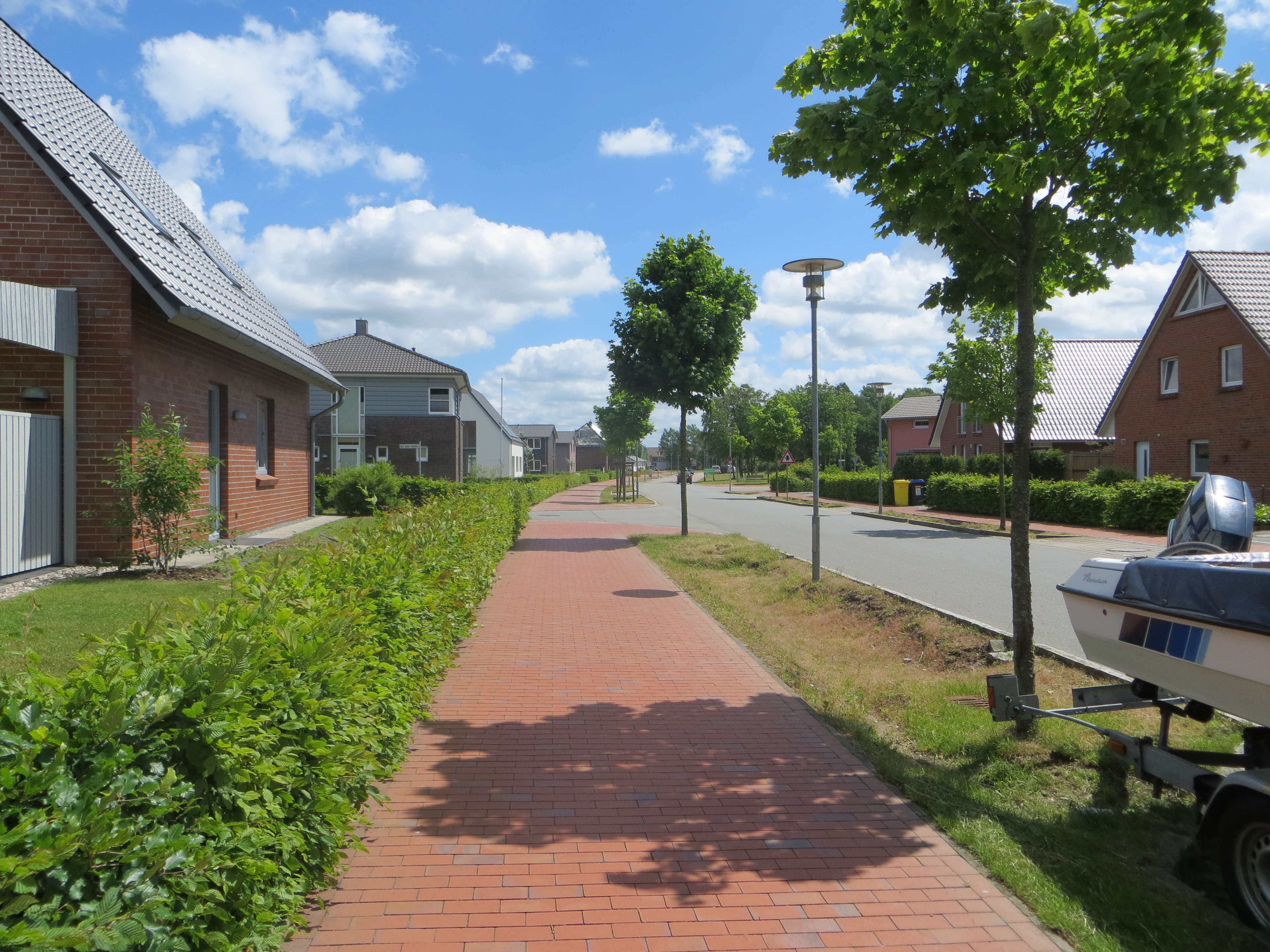
Blick auf den Jägerweg beim Käte-Wolff-Weg, ehemaliges Gelände der Fahrzeughallen der Kaserne.
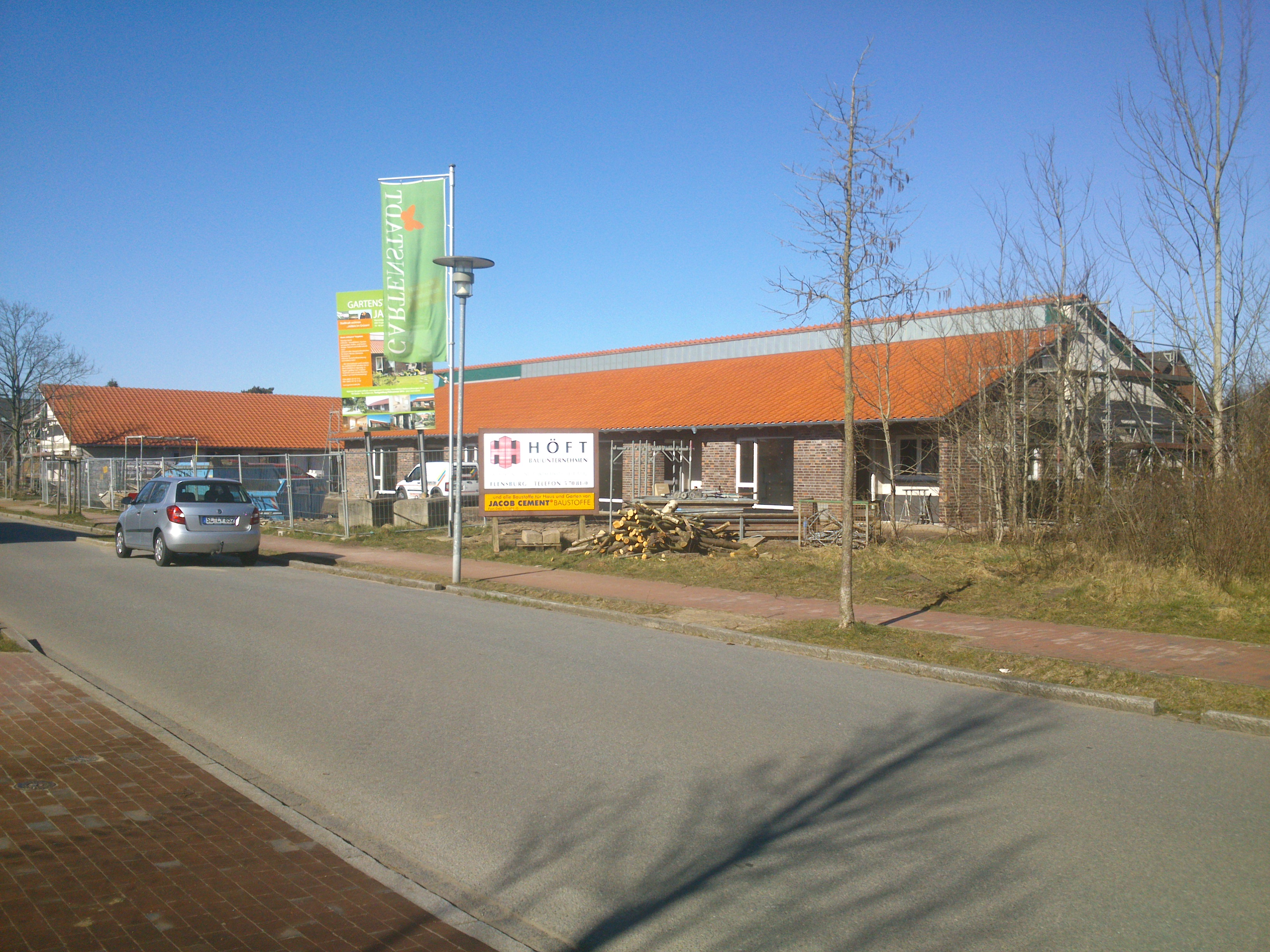
Neubau auf dem Grundstück der ehemaligen Hauptstabswache
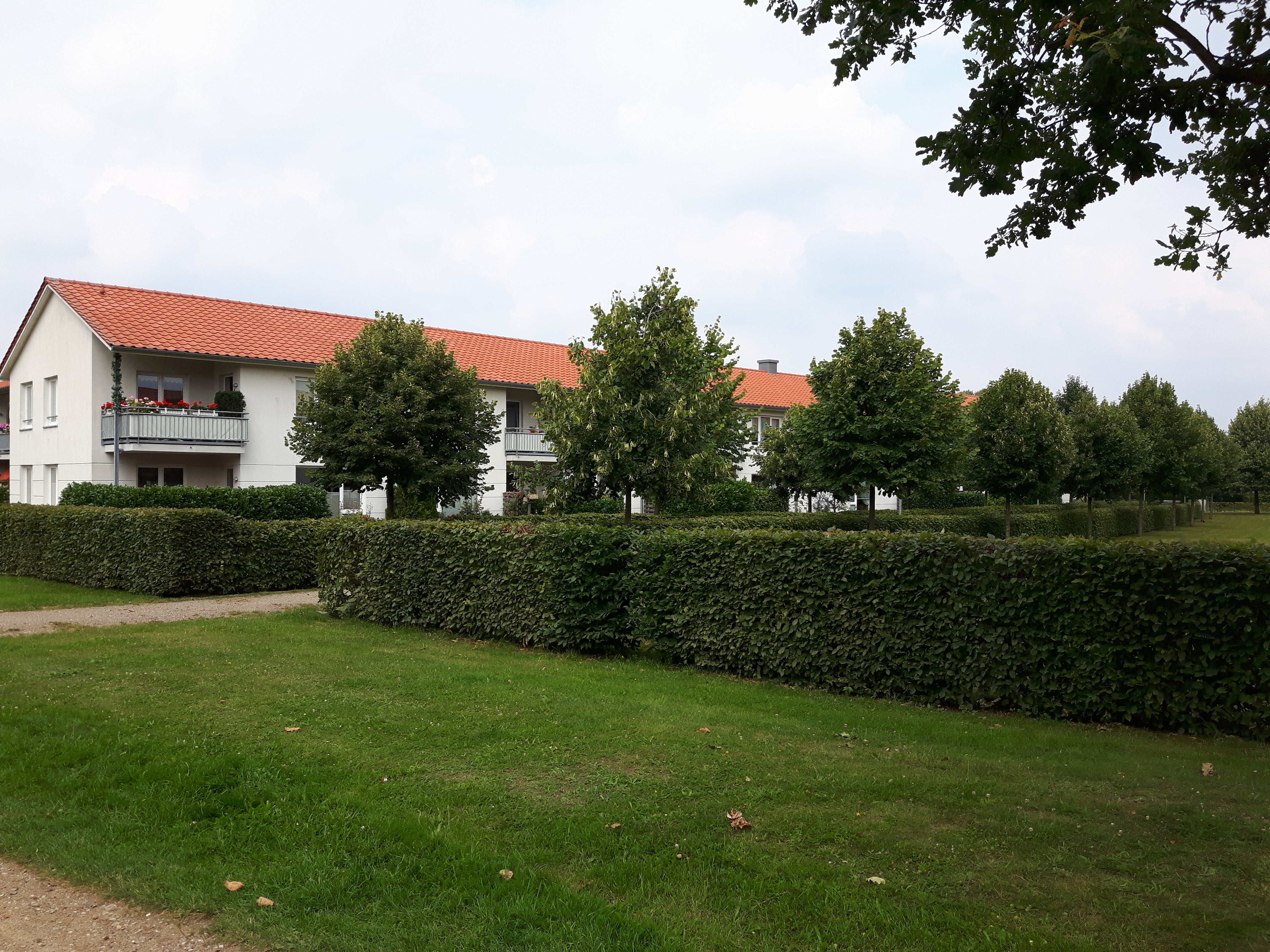
Seniorenwohnungen in der Gartenstadt